# Bae Seul-ki
Bae Seul-ki (coreano:배슬기) es una cantante de K-pop y actriz surcoreana. Hizo su debut artístico como miembro del proyecto The Red, pero luego de que este se disolviera se convirtió en una cantante solista.

## Carrera

### Debut
Estudio cine y teatro en la Universidad Sangmyung, y posteriormente debutó en el otoño de 2005 como parte del proyecto The 빨강 (The Red) junto a las actrices Oh Seung-eun y Ju So-young, el cual le permitió obtener experiencia en el escenario y fama antes de su debut como solista. Después de participar en muchos espectáculos de variedad, Seul-ki se convirtió en un fenómeno de internet al mostrar su baile 복고 (bokko  "vieja escuela") en el programa de la SBS Love Letter.
Después de que el grupo se disolviese a principios de 2006 (puesto que se trataba de un "proyecto de grupo", utilizado principalmente para la introducción de nuevas cantantes), la compañía de discos sintió que Seul-ki podría manejar el ser una cantante solista. Rápidamente se preparó un sencillo digital, seguido por un álbum completo en el otoño de 2006. El primer sencillo del álbum, "강한 여자" (Ganghan Yujah, cuyo significado es "Mujer Fuerte"), tuvo como invitado a Carlos del grupo surcoreano de rap Uptown y contó con muchos B-boys en una gran coreografía de breakdance. Sin embargo, este sencillo fue dejado a un lado rápidamente, luego de apenas un par de semanas en favor de "말괄량이" (Malgwalyangee, la cual puede interpretarse como "Marimacho" o "Sassy Girl"), una canción con un lindo sentimiento de luz. Esta canción se ajustaba más al gusto popular, al igual que otras canciones similares como "Cutie Honey", por Ahyoomee (de Sugar) y "Love Me, Love Me" de Lee Ji-hye (ex S#arp) a las cuales les estaba funcionando muy bien este tipo de melodías. Esta canción logró establecerse en las listas de música coreana e igualmente su vídeo musical se convirtió en el número uno durante tres semanas. Además de la promoción de su sencillo, ella también ayudó a Eru en las presentaciones de su segundo álbum, "까만 안경" (Ggaman Angkyung, "Vasos Negro").

### 2007
En mayo de 2007 fue invitada a participar en el Videoclip de Banana Girls "Chocolate", junto a otras estrellas como Kan Mi youn.
Posteriormente regresó con una nueva imagen tras el éxito de "Strong woman" y "Tomboy," Seul-ki lanzó su segundo álbum el 8 de octubre de 2007, titulado flying. Debido a la popularidad de su primer álbum, ella volvió con una imagen totalmente nueva a la vez que trabajó junto a famosos productores de música surcoreanos para la realización de este álbum.
El 12 de octubre, interpretó su canción por primera vez en el conocido programa de la KBS Music Bank. Con una imagen mucho más madura y sofisticada, su presentación tuvo una fuerte inclinación hacia el "rock", sorprendiendo a muchos de sus admiradores. Poco después, su regreso se convirtió en número uno en los motores de búsqueda, marcando así el inicio de sus actividades promocionales.

### Otras actividades
A partir de agosto de 2007 se convirtió en la portavoz de Luna Online de Korea's Eyainteractive Company's MMORPG (juego en línea). La razón para la que ella fuese la elegida como portavoz de este juego fue debido a su similitud con el carácter alegre y tierno del personaje.
En 2014 participó como bailarina principal en el MV de la canción popular china Little Apple.

## Vida personal
Bae tiene dos hermanos menores, un hermano y una hermana. Y es también practicante de la religión católica.
En agosto de 2020, anunció que a finales de septiembre del mismo año se casaría con su novio, quien no es parte del medio artístico, en una pequeña ceremonia.

## Discografía

### Álbum
| Álbum # | información                                                                       | lista de pistas |   |
| ------- | --------------------------------------------------------------------------------- | --- | - |
| 1st     | Bae Seul Ki the 1st Volume - Liberado: 22 de septiembre de 2006 - Idioma: coreano | 1. One by One 2. 강한 여자 (Strong Woman) feat. Carlos de Uptown 3. 소금인형 (Salt Doll) 4. 野丫头말괄량이 (Tomboy) feat. Carlos de Uptown 5. 地面的花瓣 꽃잎이 지면 [나레이션] (Petal Floor) [Narración] 6. 꽃잎이 지면 (Petal Floor) 7. Sexy Boy 8. Love Stuck 9. A Good Day 10. It's Groove feat. Crown J 11. 강한 여자 (Strong Woman) (Inst.) 12. Seul-ki (Narración) | - |
| 2nd     | Flying - Liberado: 8 de octubre de 2007 - Idioma: Coreano                         | 1. Flying 2. 다가와 (Come to Me) 3. 비가 오던 날 (A Rainy Day) 4. 슬기 Say (Seul-ki Say) 5. 왠지 모르게 (Somehow I Don't Know) 6. Right Now 7. 사랑아 어떡한거니 (What Did You Do Love?) 8. Ride with me 9. 너 왜그래 (Why Are You Like That) 10. 이별과 가위는 서로 닮았다 (Separation and Scissors are Alike) 11. Crazy Party 12. 다가와 (Come to Me) (Inst.)           | - |

### Miniálbum
| Miniálbum # | información                                               | lista de pistas |   |
| ----------- | --------------------------------------------------------- | --- | - |
| 1st         | Big Show - Liberado: 9 de abril de 2009 - Idioma: Coreano | 1. Intro 2. 지겨워 (Tiresome) feat. Ha Joo-yeon of Jewelry 3. DJ feat. Maboos 4. 내게로 와 5. 내 사람이 돼줘요 feat. Brian Joo of Fly to the Sky 6. 지겨워 (Tiresome) (Inst.) | - |

### Sencillo digital
| Sencillo digital # | información                                         | lista de pistas                                                                  |
| ------------------ | --------------------------------------------------- | -------------------------------------------------------------------------------- |
| 1st                | One for Love - Liberado: 2006 - Idioma: Coreano     | 1. 난 사랑에 빠졌죠 (I Fell in Love) 2. 내 눈물 모아 (Gathering My Tears)        |
| 2nd                | Happy Christmas - Liberado: 2006 - Idioma: Coreano  | 1. One by One 2. Happy Christmas (Korean ver.) 3. Happy Christmas (English ver.) |
| 3rd                | Yakitate!! Japan - Liberado: 2007 - Idioma: Coreano | 1. 꿈은 나에게 (My Dream)                                                        |

## Filmografía

### Televisión
| Año     | Serie                          | Red       | Ref.  |
| ------- | ------------------------------ | --------- | ----- |
| 2003    | Thousand Years of Love         | SBS       |       |
| 2004    | Full House (cameo, episodio 1) | KBS2      |       |
| 2004    | Emperor of the Sea             | KBS2      |       |
| 2005    | Rainbow Romance                | MBC       |       |
| 2005-06 | Banjun Drama                   | SBS       |       |
| 2005    | Love Letter                    | SBS       |       |
| 2006    | Catch Light                    | KM        |       |
| 2006    | Break                          |           |       |
| 2009    | Superstar Black City           |           |       |
| 2011    | The Greatest Love              | MBC       |       |
| 2011    | Midnight Hospital              | MBC       |       |
| 2012    | Man of the Equator             | KBS2      |       |
| 2013    | Unemployed Romance             | E Channel |       |
| 2015    | The Flatterer                  | YouTube   |       |
| 2016    | Still loving you               |           |       |
| 2017    | The Idolmaster KR              | SBS       |       |
| 2018    | Risky Romance                  | MBC       | [ 7 ] |
| 2023    | Battle for Happiness           | ENA       | [ 8 ] |

### Cine
| Año  | Película                                           |
| ---- | -------------------------------------------------- |
| 2011 | Couples                                            |
| 2012 | Weird Business (segmento: "The Suicidal Assassin") |
| 2013 | Short! Short! Short! 2013 (segmento: "The Body")   |
| 2013 | Tough as Iron                                      |
| 2013 | Door to the Night                                  |
| 2014 | A Case of Bachelor Abduction                       |
| 2014 | School of Youth: The Corruption of Morals          |

### Programas de variedades
| Año  | Programa            | Notas                                                         |
| ---- | ------------------- | ------------------------------------------------------------- |
| 2019 | King of Mask Singer | concursó como "Noodles in Cold Soybean Soup" - (ep. #211-212) |

### Musicales
| Año  | Obra        |
| ---- | ----------- |
| 2008 | Lunatic     |
| 2010 | On Air live |